# Setodes dundoensis
Setodes dundoensis är en nattsländeart som beskrevs av G. Marlier 1965. Setodes dundoensis ingår i släktet Setodes och familjen långhornssländor. Inga underarter finns listade i Catalogue of Life.